# Rafah
Rafah (arabisch رفح, DMG Rafaḥ; hebräisch רפיח Rāphiyaḥ) ist eine palästinensische Stadt im südlichen Gazastreifen. Es ist die Hauptstadt des Gouvernements Rafah und liegt 30 Kilometer südwestlich von Gaza-Stadt. Rafah-Stadt hatte 2017 laut dem Palästinensischen Zentralamt für Statistik 171.889 Einwohner. In Rafah befindet sich der Grenzübergang Rafah, der einzige Grenzübergang zwischen Ägypten und dem Gazastreifen.
Rafah war bis 1967 unter ägyptischer Besatzung, von 1967 bis 2005 unter israelischer Besatzung.

## Demografie
Laut dem Palästinensischen Zentralamt für Statistik hatte Rafah-Stadt 2017 171.889 Einwohner.
Bei der Volkszählung von 1997 betrug die Geschlechterverteilung in Rafah 50,5 % Männer und 49,5 % Frauen.

## Geografie und Klima
Rafah befindet sich in einer mediterranen Klimazone und ist sehr dicht besiedelt. Das Klima entspricht dem von anderen Städten am Levantischen Meer, es gibt jedoch mehr Niederschlag. Die Sommer sind heiß und trocken, die Winter mild und regnerisch. Die Temperaturen betragen im Sommer tagsüber etwa 30 Grad Celsius und überschreiten aufgrund der Lage am Meer selten 35 Grad Celsius. An Wintertagen ist es tagsüber meist mild bis kühl, wobei es nachts auch mal kalt wird und die Temperaturen häufig auf unter 6 Grad Celsius fallen. Der Niederschlag besteht meist aus Regen mit gelegentlichem Hagel und Schneeregen. Schneefall kommt selten vor.
Das Köppen-Geiger-Klimaklassifizierungssystem klassifiziert Rafahs Klima als heiß semiarid (BSh).
|                       | Jan   | Feb  | Mär  | Apr  | Mai  | Jun  | Jul  | Aug  | Sep  | Okt  | Nov  | Dez   |   |       |
| Mittl. Tagesmax. (°C) | 17,4  | 18,1 | 20,5 | 23   | 25,8 | 28,3 | 29,6 | 30,5 | 29,1 | 27,6 | 23,8 | 19,4  | ⌀ | 24,5  |
| Mittl. Tagesmin. (°C) | 8,4   | 13,6 | 15,6 | 18,1 | 20,9 | 23,6 | 25,2 | 26   | 24,7 | 22,6 | 18,7 | 14,8  | ⌀ | 19,4  |
|                       |       |      |      |      |      |      |      |      |      |      |      |       |   |       |
| Niederschlag (mm)     | 48    | 36   | 27   | 6    | 4    | 0    | 0    | 0    | 0    | 8    | 39   | 53    | Σ | 221   |
|                       |       |      |      |      |      |      |      |      |      |      |      |       |   |       |
| Regentage (d)         | 12,09 | 9,45 | 7,0  | 4,45 | 2,82 | 0,36 | 0,0  | 0,27 | 0,64 | 4,27 | 8,18 | 11,09 | Σ | 60,62 |

| 8,4 |

| 13,6 |

| 15,6 |

| 18,1 |

| 20,9 |

| 23,6 |

| 25,2 |

| 26 |

| 24,7 |

| 22,6 |

| 18,7 |

| 14,8 |

| 8,4 |

| 13,6 |

| 15,6 |

| 18,1 |

| 20,9 |

| 23,6 |

| 25,2 |

| 26 |

| 24,7 |

| 22,6 |

| 18,7 |

| 14,8 |

## Geschichte

### Raphia der Bronzezeit bis zur Hellenistischen und Römischen Zeit
Die erste Erwähnung Rafahs findet sich in einer Inschrift von Pharao Sethos I., die auf das Jahr 1303 v. Chr. datiert wird. Beim Kriegszug des Scheschonq I. in die Levante 925 v. Chr. war Rafah die erste Station. Gut 200 Jahre später, im Jahr 720 v. Chr., siegte hier Šarrum-ken II. über Ägypten. Außerdem war Rafah Schauplatz der Schlacht von Raphia zwischen Ptolemaios IV. und Antiochos III. 217 v. Chr.
Die Stadt wurde vom hasmonäischen König Alexander Jannäus erobert und wurde Teil des Hasmonäerreiches. Bei der Eroberung wurde die Stadt erheblich zerstört, sodass sie erst zur Zeit der römischen Feldherrn Pompeius und Gabinius wieder aufgebaut wurde. Letzterer scheint die eigentlichen Restaurierungsarbeiten durchgeführt zu haben, da die Neugründung der Stadt auf das Jahr 57 v. Chr. datiert. Rafah wird in Strabons Geographika (16, 2, 31) erwähnt und ist auf der Karte von Madaba abgebildet.

### Byzantinische Zeit
In der Folge stieg die Bedeutung der Stadt und sie war bis in die frühe arabische Periode eine wichtige Handelsstadt nahe der Grenze der Provinz Syria zu Ägypten. Während der byzantinischen Ära war Rafah eine Diözese. Aus dieser Zeit wurden byzantinische Keramik und Münzen gefunden. 431 n. Chr. war Rafah beim Konzil von Ephesus vertreten, blieb aber bis heute ein Titularsitz der römisch-katholischen Kirche.

### Frühe muslimische bis mamlukische Zeit
Rafah war eine der Städte, die 635 n. Chr. vom Rashidun-Kalifat unter General Amr ibn al-ʿĀs erobert wurde, und war anschließend eine wichtige Handelsstadt während der frühen muslimischen Zeit. Unter den Umayyaden und Abbasiden war Rafah die südlichste Grenze von Jund Filastin („Bezirk Palästinas“). Laut dem arabischen Geographen Al-Ya'qubi war es die letzte Stadt in der Provinz Syrien an der Straße von Ramla nach Ägypten.
Im 10. Jahrhundert und erneut im 12. Jahrhundert siedelte sich eine jüdische Gemeinde in der Stadt an, die im 11. Jahrhundert jedoch einen Niedergang erlebte und 1080 nach Aschkelon auswanderte. In dieser Zeit lebte dort auch eine Samaritanergemeinschaft. Wie die meisten Städte im Süden Palästinas hatte das antike Rafah einen Landeplatz an der Küste (heute Tell Rafah), während die Hauptstadt im Landesinneren lag.
Im Jahr 1226 schreibt der arabische Geograph Yaqut al-Hamawi über Rafahs frühere Bedeutung in der frühen arabischen Zeit und sagt, es sei „einst eine blühende Stadt mit einem Markt, einer Moschee und Gasthäusern“ gewesen. Er fährt jedoch fort, dass Rafah in seinem jetzigen Zustand in Trümmern liege und nur eine ayyubidische Poststation auf dem Weg nach Ägypten nach dem nahegelegenen Deir al-Balah sei.

### Osmanische Herrschaft und Britische Eroberung im Ersten Weltkrieg

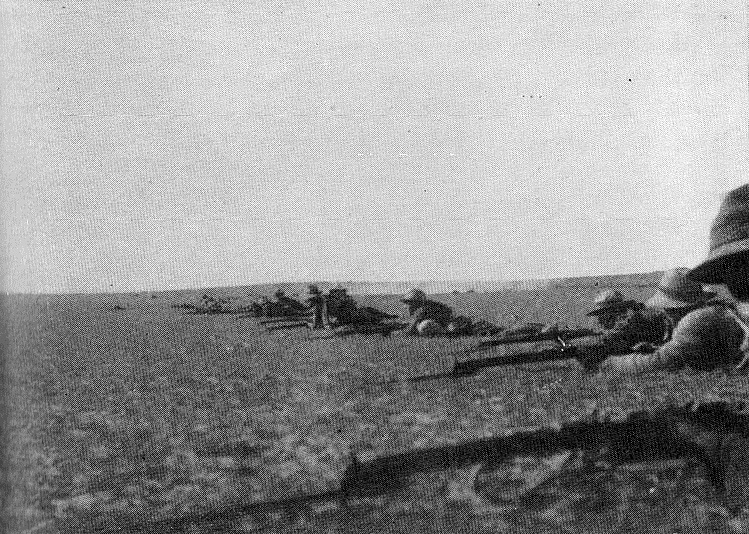
Schlacht von Rafah, 1917

Rafah erschien in den osmanischen Steuerregistern von 1596 als Teil des Sanjak von Gazza. Es gab eine Bevölkerung von 15 Haushalten, allesamt Muslime, die Steuern auf Weizen, Gerste, Sommerfrüchte, Gelegenheitseinkünfte, Ziegen und Bienenstöcke zahlten.
Im Jahr 1799 zog die von Napoleon Bonaparte kommandierte Revolutionsarmee Frankreichs während der Invasion in Ägypten und Syrien durch Rafah.
1917 eroberte die britische Armee Rafah und nutzte es als Basis für ihren Angriff in der ersten Schlacht um Gaza. Die Präsenz der Militärstützpunkte war ein wirtschaftlicher Anziehungspunkt, der die Menschen zurück in die Stadt brachte.
Bei der Volkszählung von 1922 in Palästina, die von den britischen Mandatsbehörden durchgeführt wurde, hatte Rafah eine Bevölkerung von 599 Einwohnern, alle Muslime und stieg bei der Volkszählung von 1931 auf 1.423 an, weiterhin waren alle Einwohner Muslime und lebten in 228 Häusern.
In den Statistiken von 1945 hatte Rafah laut einer offiziellen Land- und Bevölkerungsumfrage 40.579 Dunam Land und eine Bevölkerung von 2.220.
In den 1940er Jahren wurde in Rafah ein Internierungslager betrieben. Dieses Lager erhielt im Rahmen der Operation Agatha besondere Bedeutung und wurde deshalb als Deckname des Hagana-Schiffs Athena gewählt.

### Ägyptische Besatzung ab 1948
Nach dem Palästinakrieg von 1948 herrschte ägyptische Besatzung über das Gebiet und es wurden Flüchtlingslager errichtet. Im Suezkrieg zwischen Israel, Großbritannien, Frankreich und Ägypten im Jahr 1956 wurden am 12. November während des Rafah-Massakers 110 Menschen, darunter 103 Flüchtlinge, von der israelischen Armee im palästinensischen Flüchtlingslager Rafah getötet.

### Israelische Besatzung ab 1967

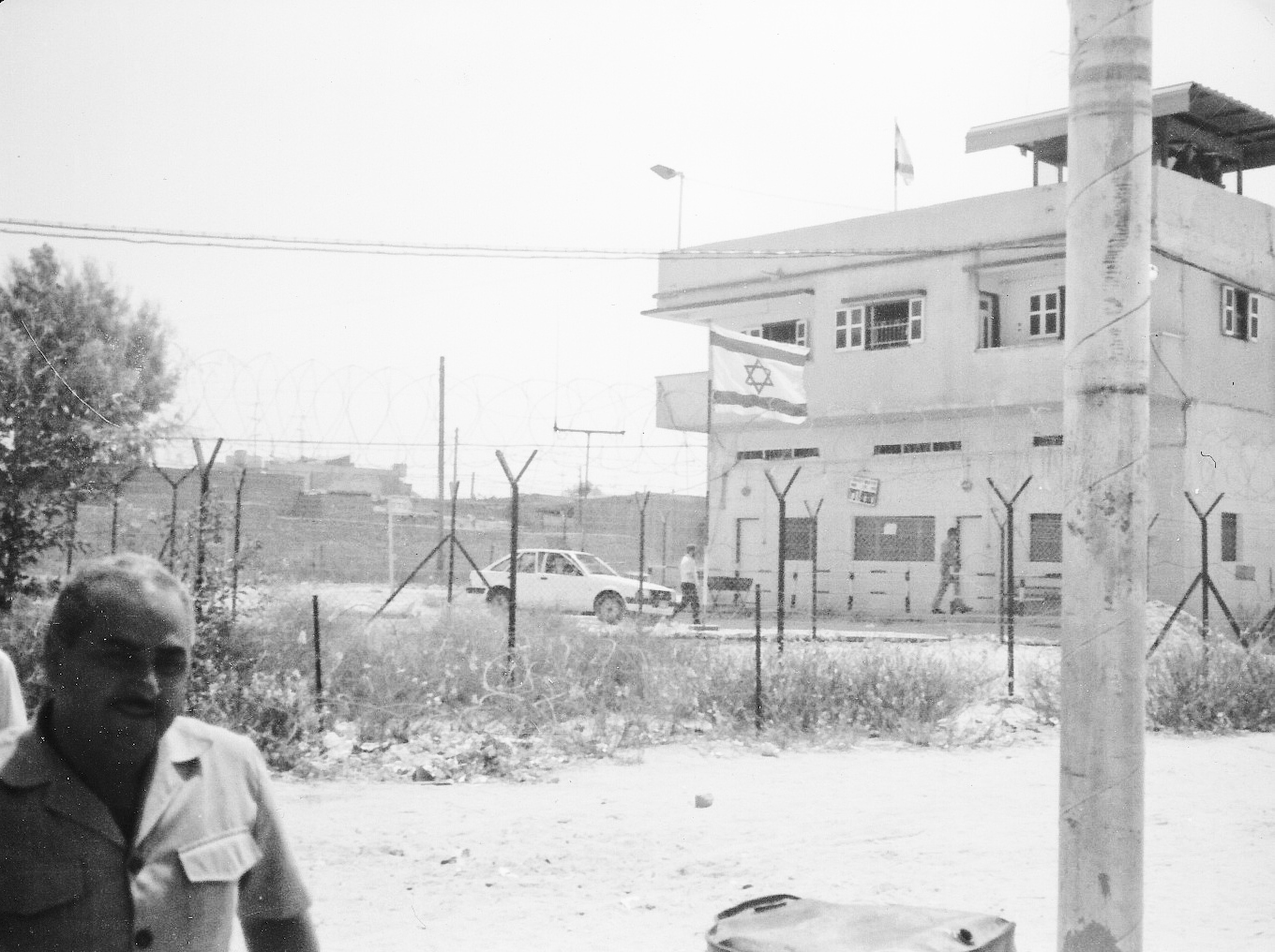
Rafah unter israelischer Besatzung, 1985

Während des Sechstagekrieges 1967 eroberten die israelischen Streitkräfte Rafah, die Sinai-Halbinsel und den Gazastreifen. Die Bevölkerung betrug etwa 55.000, von denen nur 11.000 in Rafah selbst lebten. Am Freitag, dem 9. Juni 1967, zerstörte und sprengte die israelische Armee 144 Häuser im Flüchtlingslager Rafah und tötete 23 Bewohner.
In den ersten Monaten der Ersten Intifada am 25. April 1989 wurde der 22-jährige Rafah-Bewohner Khaled Musa Armilat in Khan Yunis von israelischen Soldaten erschossen. In einem Brief an ein Mitglied der Knesset vom März 1990 erklärte Verteidigungsminister Yitzhak Rabin, dass der Bruder des Toten verhört worden sei und dass er von der israelischen Grenzpolizei ermordet worden sei. Dreieinhalb Wochen nach Armilats Ermordung, am 19. Mai, wurden in Rafah fünf Zivilisten, darunter eine 50-jährige Frau und ein 13-jähriger Junge, von israelischen Soldaten mit Plastikgeschossen getötet. Zwei der zwölf weiteren Opfer starben später an ihren Verletzungen.
Im Mai 2004 genehmigte die israelische Regierung unter dem damaligen Premierminister Ariel Scharon eine weitere Massenzerstörung von Häusern in Rafah.

### Abkoppelung 2005
Im September 2005 zog sich Israel aus dem Gazastreifen zurück, doch Rafah blieb geteilt, wobei ein Teil davon auf der ägyptischen Seite der Grenze unter ägyptischer Herrschaft stand. Es wurde berichtet, dass Tunnel unter der Grenze gebaut wurden, die die beiden Teile der Stadt verbanden und den illegalen Schmuggel von Gütern und Personen ermöglichten.

### Bürgerkrieg 2007

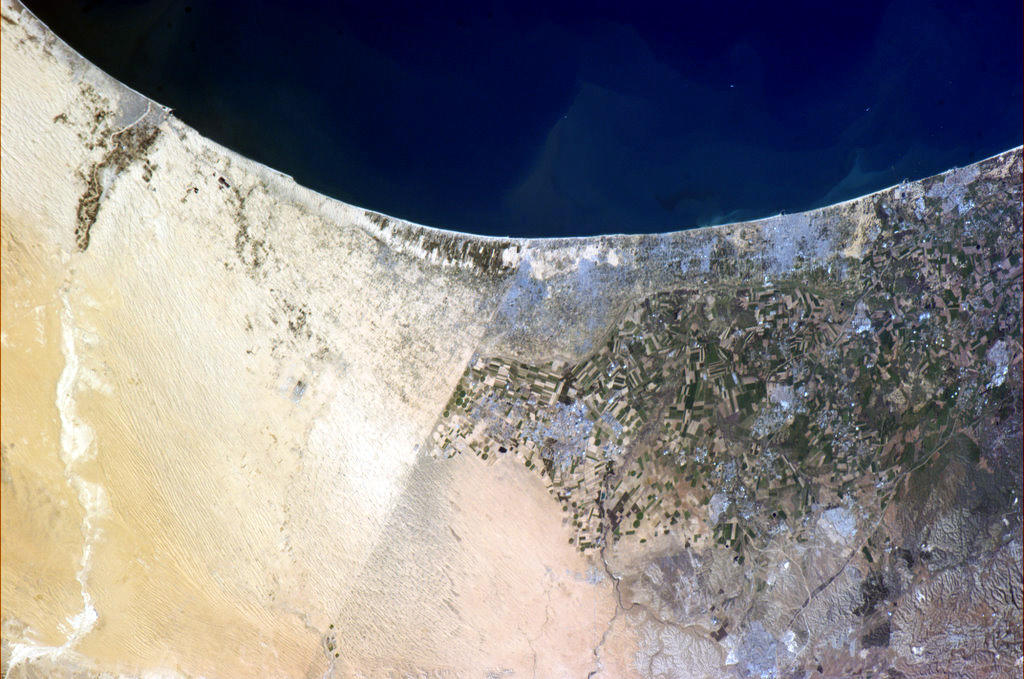
Die Stadt Rafah ist durch die Grenze zwischen Ägypten (links) und Gaza und Israel (rechts) in einen ägyptischen und einen palästinensischen Teil getrennt, aufgenommen von der Internationalen Raumstation, Januar 2013

Spannungen zwischen Fatah und Hamas begannen 2005 nach dem Tod von Jassir Arafat im November 2004 zuzunehmen. Nach den Parlamentswahlen am 25. Januar 2006, die mit einem Sieg der Hamas endeten, waren die Beziehungen von sporadischen Fraktionskämpfen geprägt. Diese wurden intensiver, nachdem es den beiden Parteien wiederholt nicht gelungen war, eine Einigung über die Aufteilung der Regierungsmacht zu erzielen. Im Juni 2007 eskalierte die Lage und führte zum Bürgerkrieg in Gaza und zur Machtübernahme durch die Hamas. Ein Hauptproblem war die Kontrolle der Grenzübergänge, insbesondere des Grenzübergangs in Rafah.
Die palästinensische unabhängige Kommission für Bürgerrechte hat festgestellt, dass bei den Kämpfen zwischen Januar 2006 und Mai 2007 über 600 Palästinenser getötet wurden. Im Zuge des Konflikts wurden in den folgenden Jahren Dutzende weitere Menschen getötet oder hingerichtet. Der Versöhnungsprozess und die Vereinigung der Regierungen von Hamas und Fatah sind noch nicht abgeschlossen und die Situation gilt als eingefrorener Konflikt.
Nach dem Kampf um Gaza im Juni 2007 zwischen Milizen der verfeindeten palästinensischen Hamas und Fatah sowie weiteren militanten palästinensischen Gruppen endete die Regierung der nationalen Einheit, bei der Hamas und Fatah eine Art große Koalition gebildet hatten. Viele Fatah-Kämpfer flohen im Verlauf der Kämpfe nach Ägypten oder in das mehrheitlich von der Fatah kontrollierte Westjordanland. Die ägyptische Regierung befürchtete 2007, dass sich Gaza zu einem iranischen Vorposten in der Region entwickele und dass die Führung des Gazastreifens durch Hamas zu einem Erstarken der ihr nahestehenden Muslimbruderschaft führe, welche damals die stärkste Oppositionskraft in Ägypten bildete.

### Hannibal-Direktive im Gazakrieg 2014
Im Gazakrieg 2014 sollte eine geplante 72-stündige Waffenruhe am 1. August die Kämpfe im Gazastreifen unterbrechen. Als IDF-Soldaten daran gingen, im Niemandsland bei Rafah einen Tunnel zu zerstören, griffen aus diesem mehrere Hamas-Kämpfer an, wobei sich einer selbst in die Luft sprengte. Zwei israelische Soldaten wurden dabei getötet, der IDF-Leutnant Hadar Goldin galt als vermisst. Israel ging davon aus, dass er als Gefangener nach Rafah verbracht werden sollte, und kündigte daraufhin die Waffenruhe auf, um ihn befreien zu können. Die Hamas bezichtigte Israel, dass die Entführung nur ein Vorwand sei, um die Waffenruhe zu brechen. Infolgedessen griff Israel auf die Hannibal-Direktive zurück, die darauf abzielt, Kameraden vor der Gefangennahme zu schützen, auch wenn dies das Risiko für den Tod des betroffenen Soldaten erhöht. Bei den nun anschließenden Gefechten im Entführungsgebiet Rafah starben mindestens 50 Palästinenser, hunderte Menschen wurden verletzt und die eigentlich geplante Waffenruhe scheiterte. Der stellvertretende Chef des Hamas-Politbüros, Mussa Abu Marsuk, behauptete, der Hamas-Angriff habe „vor Beginn der Waffenruhe“ stattgefunden. Amnesty International beschuldigte Israel schwerer Kriegsverbrechen und prangerte die massive Feuerkraft und Bombardierung von Rafah an. Laut Amnesty International-Bericht starben mindestens 135 palästinensische Zivilisten.

### Rafah-Offensive 2024
Während der Militäroperation „Eiserne Schwerter“ seit dem 7. Oktober 2023, flohen Palästinenser aus dem Norden und der Mitte Gazas in den Süden. Das Gouvernement Rafaha im Süden des Gazastreifens, an der Grenze zu Ägypten, galt zwar als eine Hochburg der Terrororganisation Hamas, blieb zuerst jedoch weitgehend von Kampfhandlungen verschont.
Anfang Februar 2024 kündigte der israelische Verteidigungsminister Joaw Galant das Ausweiten der Bodenoffensive auf die unmittelbar an der ägyptischen Grenze gelegene Stadt Rafah an, weil dort vier der sechs verbliebenen Bataillone der Hamas, Waffen, Hauptquartiere der Hamas-Führung und eine nicht näher genannte Zahl an Geiseln vermutet wurden. Die israelische Führung vermutete auch, dass Tunnel unter der Grenze zwischen Ägypten und Gaza dem Schmuggel von Menschen, Gütern und Waffen für die Hamas dienen. Zu diesem Zeitpunkt hielten sich im Gouvernement Rafah mehr als eine Million Einwohner des Gazastreifens auf.
Im Zuge der Rafah-Offensive vom 6. Mai 2024 flohen nach Angaben der Vereinten Nationen innerhalb weniger Tage 80.000 Palästinenser aus Rafah.

## Stadt

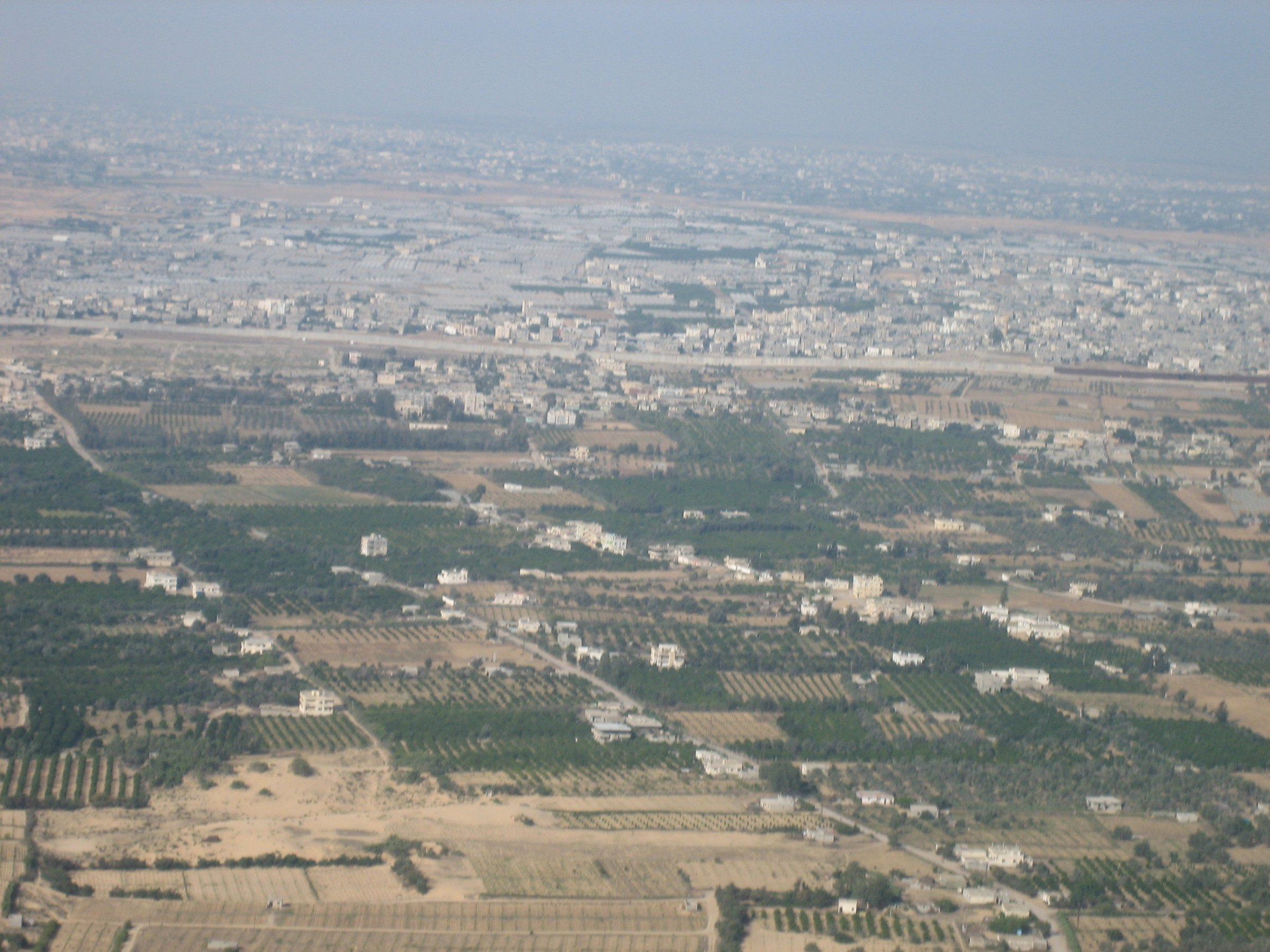
Luftaufnahme von Rafah, 30. Juni 2012

Einer breiteren Öffentlichkeit wurde Rafah durch die Operation Regenbogen der Israelischen Verteidigungsstreitkräfte (IDF) im Mai des Jahres 2004 bekannt. Der Ort wurde wegen seiner Nähe zur ägyptischen Grenze für den Waffenschmuggel genutzt. Aufgrund der Isolierung des Gazastreifens durch Israel wurde die Grenze zu Israel an vielen Stellen untertunnelt. Die Tunnel wurden nicht nur für den Waffenschmuggel, sondern auch für den Transfer andere Güter in den Gazastreifen genutzt. Im Rahmen der israelischen Militäroperation „Regenbogen“ wurde eine große Zahl Wohnhäuser zerstört, was mit der Tunnelsuche begründet wurde. Auf Seiten der Palästinenser kam es zu Verlusten. Tausende palästinensische Familien waren ohne Unterkunft. Der UN-Sicherheitsrat missbilligte die Aktion, wobei sich die Vereinigten Staaten ihrer Stimme enthielten.
Während der Gaza-Kriege, die in den letzten Jahrzehnten des 20. Jahrhunderts und im frühen 21. Jahrhundert stattfanden, erlebte Rafah intensive Kämpfe und erhebliche Zerstörung. Der erste Gaza-Krieg im Jahr 2008-2009, auch als Operation Gegossenes Blei bekannt, führte zu erheblichen Schäden in der Stadt. Israel führte diese Militäroperation als Reaktion auf Raketenangriffe aus dem Gazastreifen durch. Rafah war besonders betroffen, da es an der Grenze zu Ägypten liegt und eine wichtige Schmuggelroute für Waffen und Güter war.
Der zweite Gaza-Krieg im Jahr 2012 und der dritte Gaza-Krieg im Jahr 2014, führten zu weiteren Zerstörungen in Rafah. Die Zivilbevölkerung litt unter den Auswirkungen der Kämpfe und viele Infrastruktureinrichtungen wurden schwer beschädigt oder zerstört.

## Zerstörung der Stadt im Jahr 2025
Während des Kriegs in Israel und Gaza zerstörte Israel Gebäude entlang der Grenze zu Ägypten und begründete dies damit, Versorgungsrouten der Hamas zu unterbrechen.  Nach dem Ende einer Waffenruhe rückten israelische Bodentruppen am 3. April 2025 in Rafah ein, während große Teile der Zivilbevölkerung die Stadt verließen. In der Folge zerstörte die Armee erhebliche Teile der Stadt. Laut einem Bericht der New York Times vom Mai 2025, der auf Satellitenbildern und Videoaufnahmen basierte, seien zahlreiche Wohnhäuser und öffentliche Gebäude gezielt durch Bulldozer oder kontrollierte Sprengungen zerstört worden. Satellitenbilder dokumentieren unter anderem die weitreichende Zerstörung des Stadtteils Shaboura zwischen Anfang 2025 und dem 3. Mai 2025; ähnliche Zerstörungen seien auch in weiten Teilen der übrigen Stadt sichtbar.

## Pläne für ein Internierungslager
Der Verteidigungsminister Israel Katz erklärte Anfang Juli 2025, auf den Ruinen der Stadt werde ein Lager eingerichtet, in welchem alle Bewohner Gazas untergebracht werden sollten. Israelische Streitkräfte würden das Gelände absichern und zunächst 600.000 Palästinenser in das Gebiet „umsiedeln“ – überwiegend Menschen, die derzeit in der Region al-Mawasi vertrieben seien. Die Palästinenser würden vor dem Betreten einer „Sicherheitskontrolle“ unterzogen und dürften das Gelände anschließend nicht mehr verlassen, erklärte Katz bei einer Pressekonferenz für israelische Journalisten im Juli 2025. Katz betonte auch sein Bestreben, Palästinenser zur „freiwilligen Auswanderung“ aus dem Gazastreifen in andere Länder zu ermutigen, und erklärte, dieser Plan „sollte umgesetzt werden“.
Rechtsexperten und Wissenschaftler bezeichneten die Pläne als Blaupause für Verbrechen gegen die Menschlichkeit. Die Pläne wurde in Israel und international verurteilt. Der Oppositionsführer und ehemalige Ministerpräsident Jair Lapid bezeichnete den Plan als „verrückt – selbst für die Verhältnisse dieser Regierung.“ Der ehemalige israelische Ministerpräsident Ehud Olmert bezeichnete die Zwangsumsiedlung von Menschen in Lager als ethnische Säuberung; es handle sich bei den Plänen um ein Konzentrationslager.
Laut einem Bericht von Channel 12 lehnte Eyal Zamir, der Stabschef der israelischen Streitkräfte, den Plan entschieden ab. Zamir solle bei dem Treffen erklärt haben, dass der Plan nicht umsetzbar sei und die Weiterverfolgung der Pläne die Wahrscheinlichkeit verringern würde, dass die Hamas einem Abkommen zur Freilassung der verbleibenden Geiseln zustimme. Er sagte zwar, dass die IDF den Plan auf Anweisung der politischen Führung umsetzen würde, rate jedoch dringend davon ab.
Premierminister Benjamin Netanjahu verwarf laut Berichten israelischer Medien aufgrund des Widerstands der Streitkräfte den Plan und forderte die IDF während einer Kabinettssitzung am 13. Juli 2025 auf, alternative Pläne vorzulegen.

## Flüchtlingslager Rafah und Tall as-Sultan

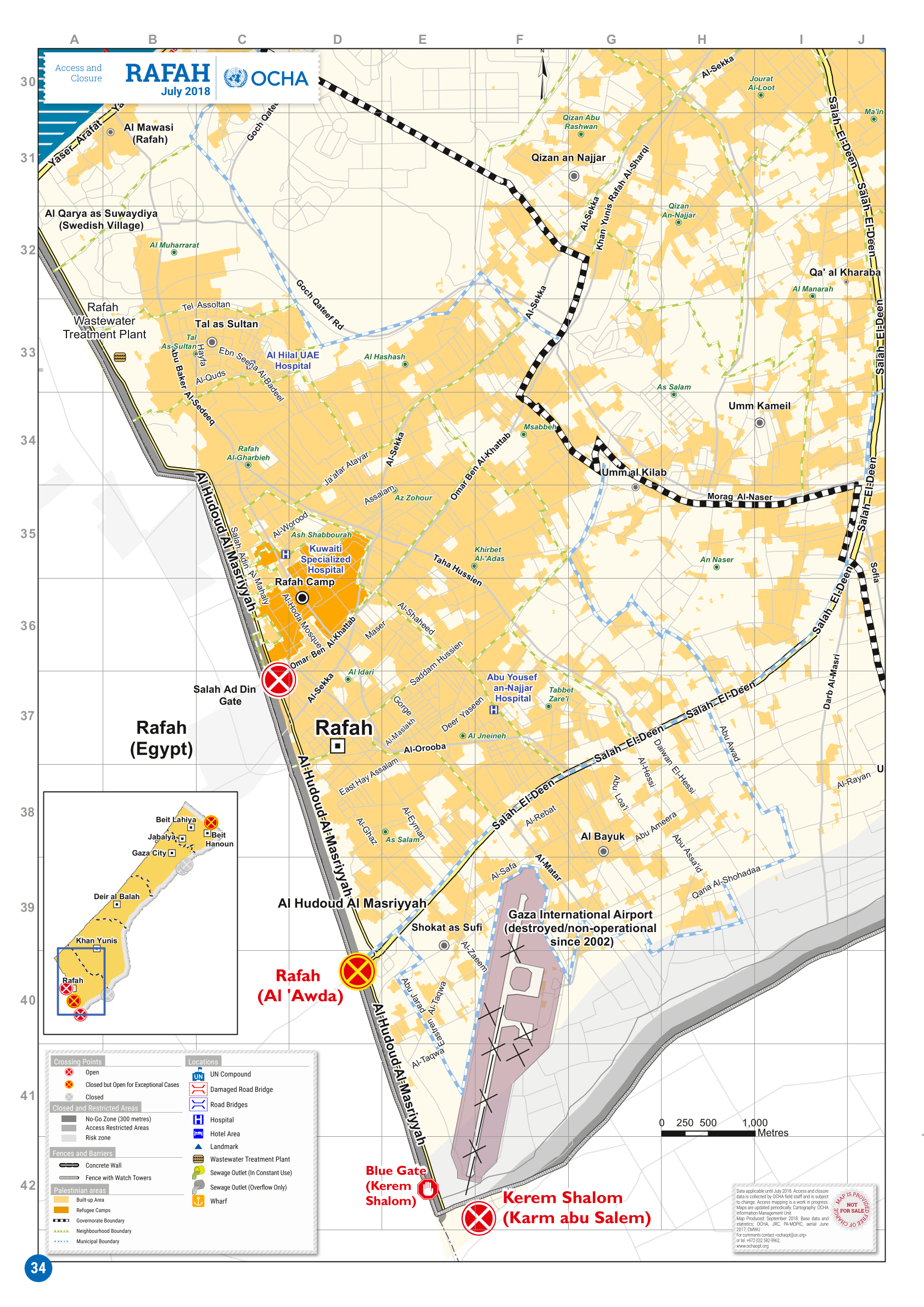
Stadt und Gouvernement Rafah, die Stadt befindet sich im Süden des Gazastreifens

Das Rafah-Flüchtlingslager (arabisch مخيم رفح) ist eines von acht Flüchtlingslagern im Gazastreifen und liegt direkt an der ägyptischen Grenze. Bei seiner Gründung 1949 war es das größte Flüchtlingslager im Gazastreifen. Die Bewohner stammten aus arabischen Orten der Negev-Wüste und der Küstenebene.
Zwischen 1949 und 1967, als der Gazastreifen unter ägyptischer Verwaltung stand, wurde die Integration der Flüchtlinge in die Bevölkerung unterbunden. Als im Verlauf des Sechstagekriegs (5.–10. Juni 1967) Rafah unter israelische Kontrolle kam, zählte das Flüchtlingslager rund 55.000 Einwohner, während die Stadt selbst nur 11.000 zählte. Seit damals wurde das Flüchtlingslager zu einer Stadt ausgebaut.
1971 wurden unter dem Kommando von General Ariel Scharon, damals Befehlshaber des Südkommandos, für den Bau und die Verbreiterung von Patrouillenstraßen etwa 500 Häuser im Flüchtlingslager zerstört. Den rund 4000 betroffenen Bewohnern wurden südlich von Rafah Ersatzwohnungen zur Verfügung gestellt. Nach der Rückgabe der Sinai-Halbinsel an Ägypten wurden diese Menschen gemäß dem Camp-David-Abkommen in das Flüchtlingslager Tall as-Sultan, das nordwestlich von Rafah im Gazastreifen liegt, umgesiedelt. Durch die neue Grenzziehung wurde Rafah geteilt, wobei der südliche Teil unter ägyptische Staatshoheit kam.
Das Flüchtlingslager grenzt inzwischen direkt an die Stadt. Durch den Bau des Tall as-Sultan-Flüchtlingslagers nahm die Zahl der Bewohner ab, was aber durch die Aufnahme von Umsiedlern aus dem Kanada-Flüchtlingslager ausgeglichen wurde. Laut Auskunft des Hilfswerks der Vereinten Nationen für Palästina-Flüchtlinge im Nahen Osten (UNRWA) lebten 95.187 Bewohner 2005 im Flüchtlingslager. Diese Zahl steht im Widerspruch zur Zahl des Palästinensischen Amts für Statistik, das für dasselbe Jahr eine durchschnittliche Zahl von 58.000 Bewohnern angibt. Laut ABS-News leben 133.326 (2023) Menschen in den zwei Flüchtlingslagern.
Die UNRWA betreibt im Flüchtlingslager 31 Schulen (20 der Primar- und 11 der Sekundarstufe).

## Rafiah Yam
Rafiah Yam (Hebräisch: רָפִיחַ יָם) war eine israelische Siedlung im Gazastreifen bis 2005. Sie wurde ursprünglich 1984 als säkulare Gemeinde am südlichen Ende des Siedlungsblocks Gush Katif gegründet, direkt angrenzend an die palästinensischen Stadt Rafah. Die Bewohner der Siedlung arbeiteten hauptsächlich in der Landwirtschaft. Die 30 Familien, darunter mindestens 150 Personen, aus Rafiah Yam wurden im August 2005 im Rahmen des einseitigen Rückzugsplans Israels von den israelischen Verteidigungsstreitkräften und der israelischen Polizei gewaltsam aus ihren Häusern vertrieben. Ihre Häuser und andere Gebäude wurden zerstört und das Gebiet verlassen. Heute gehört es zu Rafah.

## Grenzübergang

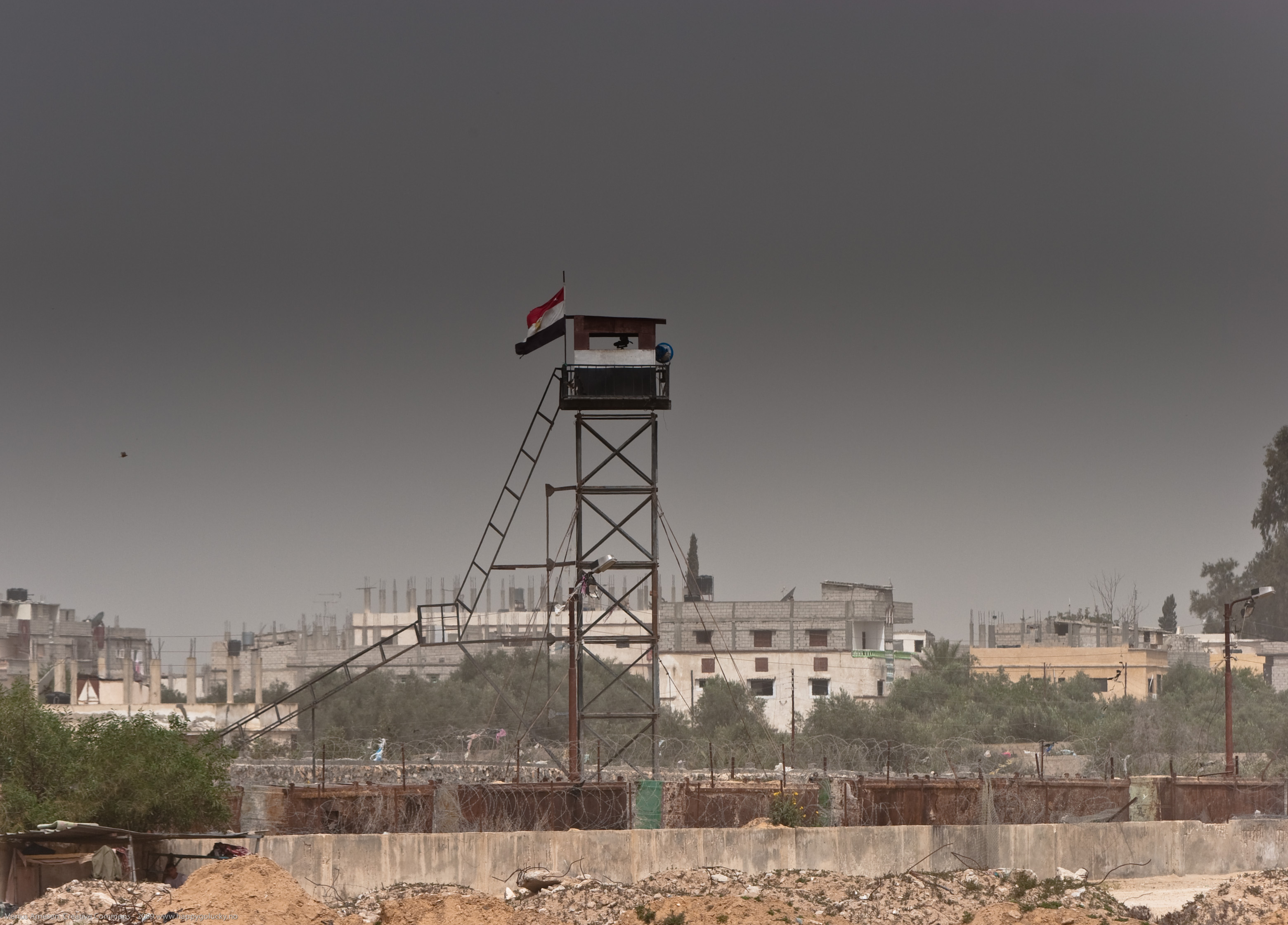
Wachturm in Rafah unter Kontrolle der Hamas, Grenze zu Ägypten, April 2009

In Rafah befindet sich der einzige Grenzübergang zwischen Ägypten und dem Gazastreifen. Er wurde 1979 nach der Unterzeichnung des israelisch-ägyptischen Friedensvertrags, der Israels Rückzug von der Sinai-Halbinsel vorsah, errichtet. Auf israelischer Seite war die Israel Airports Authority für den Grenzübergang verantwortlich.
Geschichte seit 2005
Nach dem Rückzug der israelischen Armee aus den israelisch besetzten Gebieten im Rahmen des „Scharon-Plans“ im September 2005 wurde die Verantwortung für die Grenzkontrollen an die Palästinensische Autonomiebehörde abgegeben. Um israelische Sicherheitsinteressen zu wahren, wurde der ägyptische Sicherheitsposten in Rafah verstärkt, zusätzlich sicherte die Europäische Union mit einer Kontrollmission den Grenzübergang. Vom 30. November 2005 bis zur Machtübernahme der Hamas im Gazastreifen waren etwa 70 Europäer unter der Leitung des Italieners Pietro Pistolese am palästinensisch-ägyptischen Grenzübergang in Rafah stationiert. Die Aufgabe der European Union Border Assistance Mission Rafah (EU BAM Rafah) war es, beim Aufbau eines palästinensischen Grenzschutzes zu helfen, die vorgenommene Grenzabfertigung „aktiv zu beobachten“ und zu den institutionalen Beziehungen zwischen den palästinensischen, ägyptischen und israelischen Behörden bezüglich des Grenzüberganges beizutragen.
Infolge des innerpalästinensischen Konflikts um Gaza im Juni 2007 verfügte Ägypten noch vor der Machtübernahme der Hamas im Gazastreifen die permanente Schließung des Grenzübergangs. Weder eine Einreise noch eine Ausreise war möglich. Israel, Ägypten und die Palästinensische Autonomiebehörde stellten sich damals auf den Standpunkt, dass die Grenzabfertigungsvereinbarung vom 15. November 2005 immer noch gültig sei. Die Hamas dagegen betrachtete die Grenzabfertigung als in der alleinigen Regelungskompetenz der Hamas-Regierung in Gaza und der ägyptischen Regierung. Rafah wurde fortan zum Brennpunkt palästinensischer Bemühungen, die Abschottung des Gazastreifens durch Israel und Ägypten zu umgehen.
Der Grenzübergang blieb aber die meiste Zeit geschlossen. Am 23. Januar 2008 sprengten militante Palästinenser die Grenzbefestigungen in Rafah, in den folgenden Tagen nutzten Zehntausende die spontane Möglichkeit des freien Übergangs nach Ägypten. Nachdem Ägypten die Grenze zum Gaza-Streifen daraufhin kurz geöffnet gelassen hatte, wurde sie nach einem Massenansturm von Palästinensern wieder geschlossen. Ägypten befürchtete den Schmuggel von Waffen und das Einsickern von Hamas-Kämpfern, die im Inland Terroranschläge verüben könnten. Im Juni 2010 lockerte Ägypten die Abriegelung des Grenzüberganges als Reaktion auf den Ship-to-Gaza-Zwischenfall. Die Öffnung des Übergangs ermöglichte die Versorgung der Bevölkerung mit Hilfsgütern, allerdings blieb der Übergang streng bewacht. Personen konnten die Grenze nur mit Visa oder ausländischen Pässen passieren.
Nach dem Sturz des ägyptischen Staatspräsidenten Husni Mubarak im Februar 2011 und der durch Ägypten vermittelten Annäherung zwischen Hamas und Fatah kündigte der damalige ägyptische Außenminister Nabil Elaraby die vollständige Öffnung des Grenzüberganges in Rafah an. Am 28. Mai 2011 wurde schließlich der Übergang für den Personenverkehr geöffnet, allerdings können nur Frauen und Kinder mit Sondergenehmigung aus dem Gazastreifen ausreisen.
Auf der ägyptischen Seite des Überganges begann man 2015, die dortigen Teile Rafahs aus Sicherheitsgründen und zur Bekämpfung des für Ägypten wirtschaftlich schädlichen Schmuggels mit subventioniertem Benzin vollständig abzureißen. In einer ersten Phase wurde bereits ein 500 Meter breiter Sicherheitsstreifen entlang der 13,5 Kilometer langen Grenze eingerichtet, um alle Schmugglertunnel dort zu zerstören. Betroffen sind 1165 Familien, deren 820 Häuser mit ein bis zwei Tagen Vorwarnzeit weitgehend entschädigungslos abgerissen wurden. In einer zweiten Phase wird diese Zone auf 1000 Meter mit 1220 Häusern und über 2000 Familien verbreitert. Am Ende des Vier-Stufen-Plans wird die Pufferzone rund fünf Kilometer breit sein und den gesamten ägyptischen Stadtteil beinhalten, in dem derzeit noch rund 75.000 Menschen leben.
Im Verlauf des Krieges in Israel und Gaza 2023 wurde der Grenzübergang ab dem 1. November 2023 für eine begrenzte Zahl von Menschen geöffnet. Schwerverletzten sowie Menschen mit ausländischem Pass sollte so die Ausreise aus Gaza ermöglicht werden. Gegen Bezahlung einer fünfstelligen Summe an die „Reiseagentur“ eines ägyptischen Geschäftsmanns kann die Grenze ebenfalls überquert werden.

## Infrastruktur

### Internationaler Flughafen Gaza

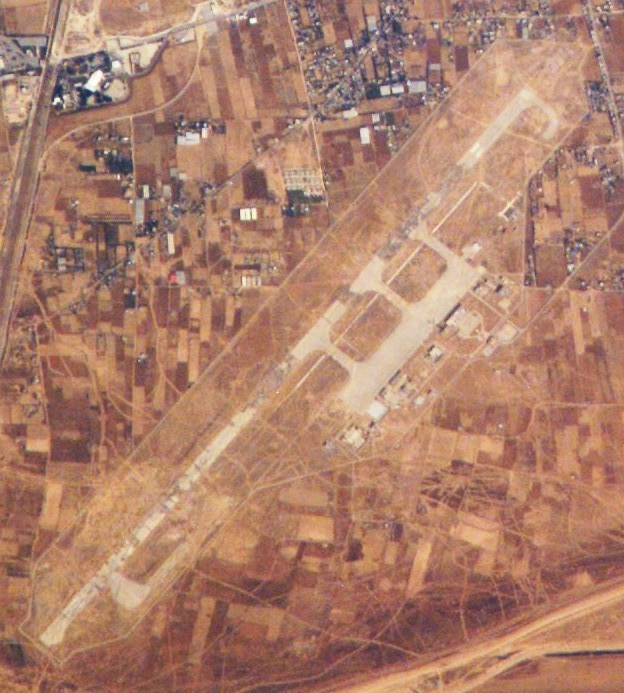
Satellitenfoto des International Gaza Airport (2008)

Im Süden von Rafah befand sich der Internationale Flughafen Jassir Arafat. Der Flughafen war der einzige für Verkehrsflugzeuge in den palästinensischen Autonomiegebieten. Die Einrichtung wurde am 24. November 1998 eröffnet und der Flughafen wurde von der Palästinensischen Zivilluftfahrtbehörde unter Aufsicht der israelischen Regierung betrieben. Es konnten 700.000 Passagiere pro Jahr abgefertigt werden und seine Gesamtfläche betrug 450 Hektar. Der Flugplatz diente als Basis der Palästinensischen Fluggesellschaft.
Alle Passagierflüge wurden im Februar 2001 während der Zweiten Intifada eingestellt. Israel bombardierte am 4. Dezember 2001 die Radarstation und den Kontrollturm und am 10. Januar 2002 schnitten Bulldozer die Landebahn ab, wodurch der Flughafen funktionsunfähig wurde.

### Eisenbahn
Rafah war bis 1916 die nördliche Endstation der Sinai-Bahn und lag dann an der über Lod verlängerten Eisenbahnstrecke (Ostbahn), die 1920 Haifa und dann 1942 Beirut und Tripoli erreichte. 1948–1967 war die Verbindung Richtung Israel gekappt, seither jene Richtung Kairo. Die Britischen Militärbahnen in Palästina errichteten ab 1917 von Rafah aus eine 59,5 km lange Militärbahn in den Negev, wobei sie im Zuge des Vortriebs ab südlich von Abu ʿIrqaiyiq die Strecke der osmanischen Militärbahn Masʿūdiyya–Sinai nutzten und auf Normalspur umspurten und so am 3. Mai 1918 Beʾer Scheva erreichten. Die Strecke wurde nach Ende der Kampfhandlungen auch für zivilen Fracht- und Passagierverkehr genutzt, mangels Wirtschaftlichkeit aber 1928 eingestellt. Heute sind die Gleise der Eisenbahn im Gazastreifen größtenteils abgebaut.

## Söhne und Töchter der Stadt
- Fathi Schakaki (1951–1995), Arzt und Gründer des Islamischen Dschihad in Palästina
- Dschamal Abu Samhadana (1963–2006), Gründer des palästinensischen Volkswiderstandskomitees
- Musa Abu Marzuk (* 1951), hochrangiges Mitglied des Politbüros der Hamas
- Asma al-Ghul (* 1982), Journalistin, Bloggerin, Feministin und Aktivistin für Menschenrechte und Pressefreiheit
- Husam Zomlot (* 1973), Diplomat und Leiter der palästinensischen Mission im Vereinigten Königreich